# 유사인간
유사인간은 빈첸(VINXEN)의 첫 정규 앨범이며, 스무 살의 이병재를 모아놓은 앨범이다.

## 트랙 리스트
1. 불시착
2. BLIND
3. 바다는 왜
4. STUPID NIGHT (Feat.식케이(SIK-K))
5. IMOK
6. 바람
7. 꽃봉오리
8. SINK (Feat. 임수 (Im soo))
9. i
10. 노을 (Feat.오반)
11. 텅 (Feat.김하온(HAON))
12. 광대
13. 바래
14. 회고록